# Scappamento aperto
Scappamento aperto (Échappement libre) è un film del 1964 diretto da Jean Becker.